# Sakris Kupila
Sakris Kupila, född 1996, är en finländsk aktivist som sysslar med HBTQ-rättigheter och har fungerat som bl.a. Setas ordförande.

## Bakgrund och privatliv
Kupila är född i Humppila år 1996 och definierades som en flicka vid födelsen. Senare identifierade Kupila sig som en kille. Han har en tvillingbror.
Kupila har sagt att han inte kommer att sterilisera sig, eller bli steriliserad som finska lagen kräver för transpersoner, eftersom enligt honom kraven på sterilitet är brottslig mot ens egen kropp.
Kupila är gift med Jaana Tiiri som är aktiv inom rättigheter för personer med funktionsnedsättningar.

## Aktivism
I november 2018 valdes Kupila som Setas ordförande för året 2019-2020. I sin roll, och som medicinstuderande, har Kupila varit med i att utbilda blivande läkare att möta transpersoner på ett rimligt sätt.